# Gouvernorat de Bessarabie (Roumanie)
Ne doit pas être confondu avec Gouvernement de Bessarabie.

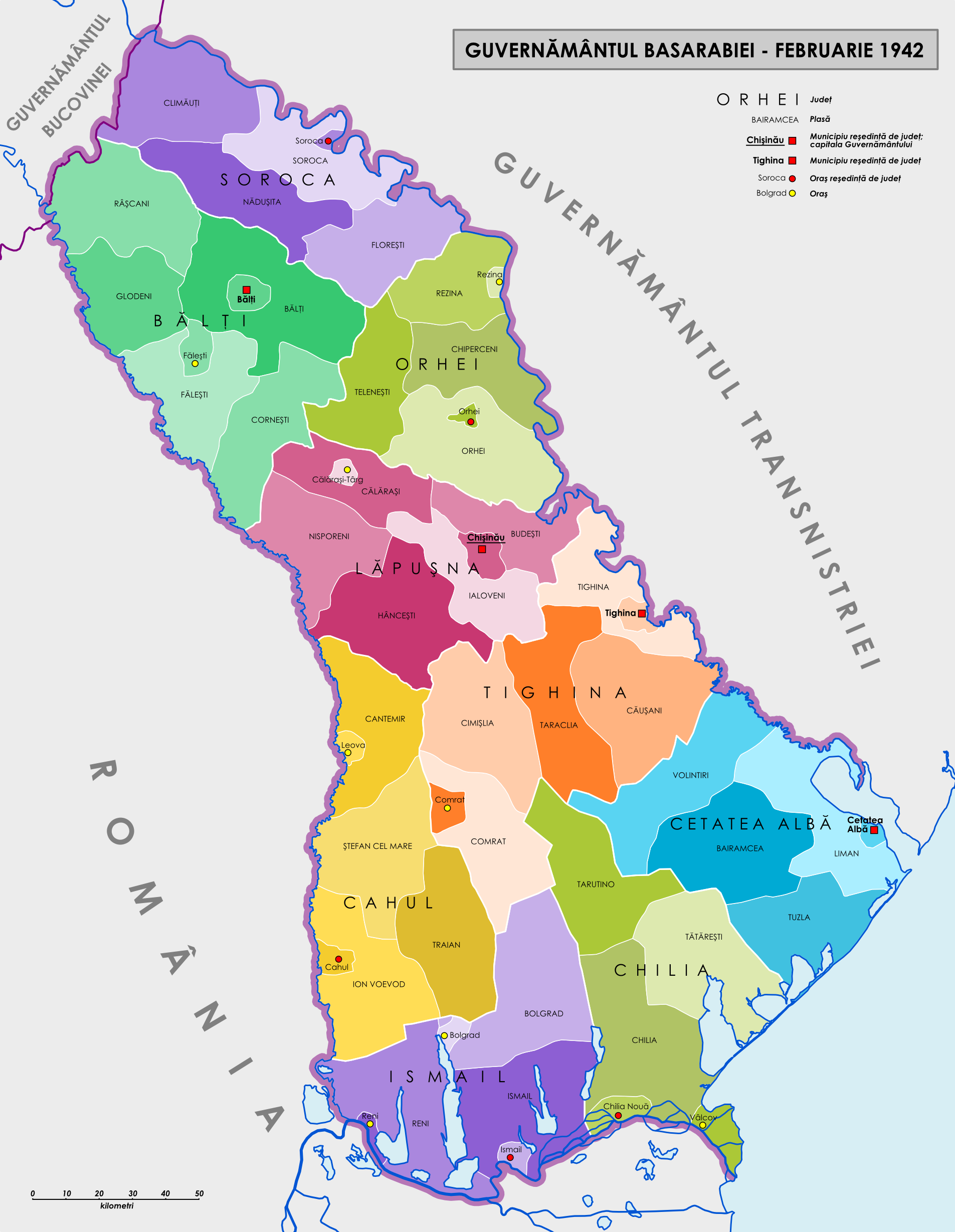
Divisions administratives du gouvernorat de Bessarabie.

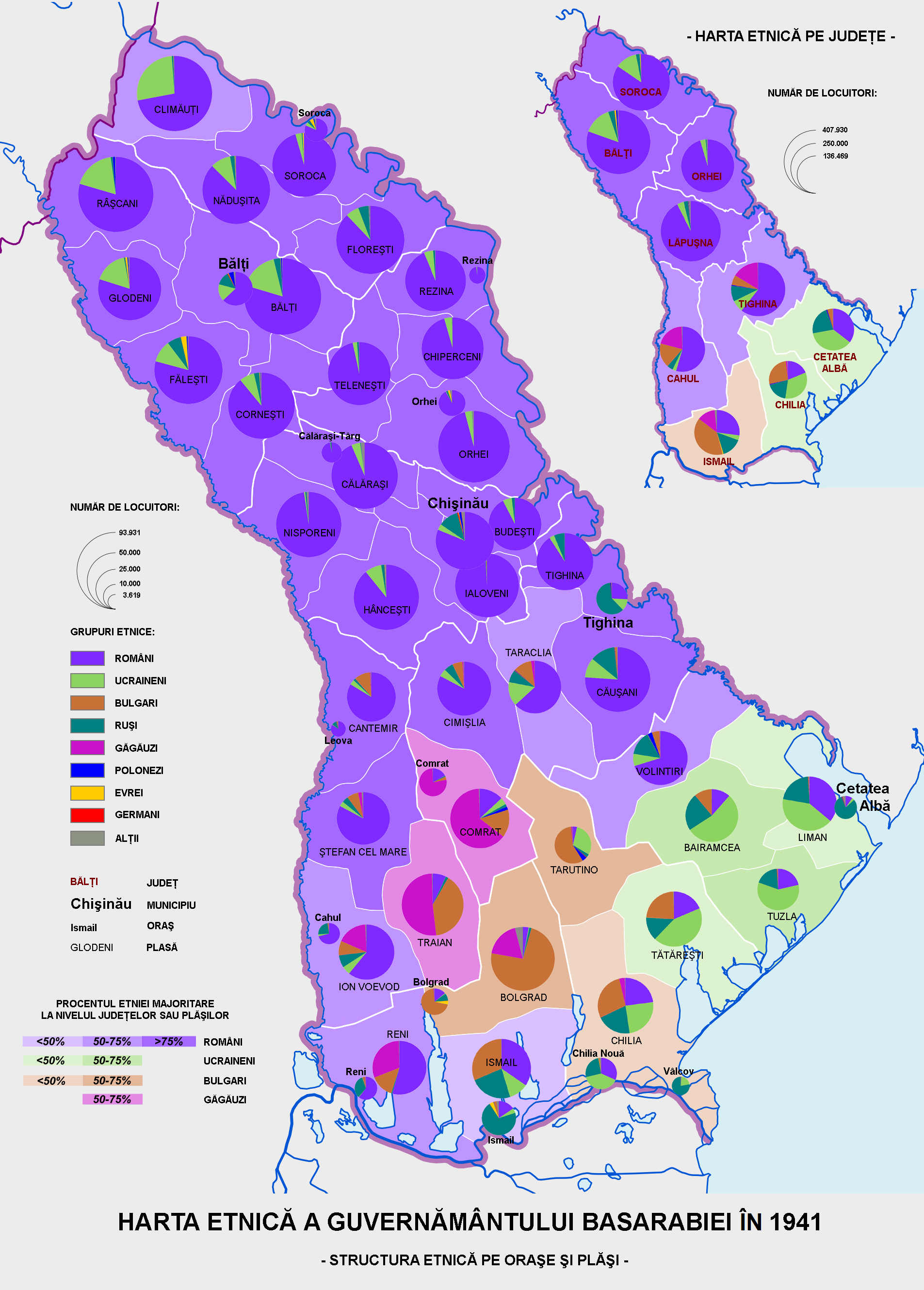
Carte ethnique du gouvernorat de Bessarabie selon le recensement roumain de 1941.

Le gouvernorat de Bessarabie (roumain : Guvernământul Basarabiei) était une subdivision territoriale du royaume de Roumanie pendant la Seconde Guerre mondiale.

## Contexte et histoire
En 1812, la région de Bessarabie, située entre les fleuves Prout et Dniestr et faisant historiquement partie de la principauté de Moldavie, est annexée par l'Empire russe. Cela marque le début d'un fort processus de russification et de colonisation de la Bessarabie qui réduira considérablement la présence de la population roumaine. En 1817, les Moldaves représentent 86% de la population, alors qu'en 1897 ce nombre passe à 56%. Auparavant, la Moldavie a également perdu la région de Bucovine, annexée en 1775 par la monarchie autrichienne des Habsbourg. En 1859, ce pays s'unit à une autre principauté roumaine, la Valachie, créant le premier État roumain moderne. Plus tard, en 1917, pendant la Première Guerre mondiale à laquelle la Roumanie s'était jointe pour gagner plusieurs régions peuplées de Roumanie, la révolution russe éclate, ce qui permet à la Bessarabie de déclarer son indépendance, formant la République démocratique moldave. À la suite d'une intervention militaire roumaine dans la région (en), le 27 mars 1918, la Bessarabie s'unit à la Roumanie,.
Cet événement deviendra la raison de la discorde entre la Roumanie et la nouvelle Union soviétique (URSS). Pendant l'entre-deux-guerres, la Roumanie se concentre sur la défense et la sécurisation de ses nouvelles frontières avec l'aide de la France et du Royaume-Uni, mais au début de la Seconde Guerre mondiale, la Roumanie est laissée vulnérable et, à la suite d'un ultimatum en 1940, l'Union soviétique exige et capture la Bessarabie, ainsi que le nord de la Bucovine en « compensation » pour la « grande perte subie par la population de Bessarabie »,.
Après cela, la Roumanie est forcée d'accepter la médiation d'Hitler qui entraîne des pertes territoriales pour la Hongrie et la Bulgarie, devenant ensuite membre des puissances de l'Axe. L'Axe envahira l'Union soviétique le 22 juin 1941,, mais les actions militaires roumaines ne débutent que le 2 juillet. Après quelques semaines, la Bessarabie et le nord de la Bucovine sont reprises et réintégrés à la Roumanie. Par la suite, le gouvernorat de Transnistrie sera également créé, mais ne sera jamais formellement annexé contrairement aux deux autres régions.
Bien que la Bucovine et la Bessarabie demeure de nouveau sous contrôle roumain, il est décidé que celles-ci ne seront pas pleinement intégrées au sein du pays, mais qu'elles resteront plutôt en tant que régions autonomes dirigées par un gouverneur (gouvernorats). Le nouveau gouvernorat de Bessarabie est organisé en neuf comtés : Bălți, Cetatea Albă, Cahul, Chilia, Ismail, Lăpușna, Orhei, Soroca et Tighina. La capitale de ce gouvernorat est Chișinău, dans le comté de Lăpușna. Il n'inclut pas le comté de Hotin de l'entre-deux-guerres dans la partie nord de la région géographique de Bessarabie, qui est plutôt rattachée au gouvernorat de Bucovine. Deux gouverneurs se sont succédé : Constantin Voiculescu et Olimpiu Stavrat.
Dès que les troupes roumaines entrent en Bessarabie en 1941, elles lancent une campagne d'extermination des Juifs locaux, qui s'élevent à 122 000 au début de l'administration roumaine. L'ordre est donné par le Conducător de la Roumanie Ion Antonescu de son propre gré et sous aucune pression allemande. Des équipes spéciales incitent les habitants à tuer eux-mêmes les Juifs et, lorsque cela échoue, des ordres spéciaux sont donnés aux garnisons locales pour les faire exécuter. La campagne de nettoyage ethnique de l'armée roumaine en Bessarabie est déjà en place le 6 juillet 1941, lorsque 500 Juifs sont tués dans la ville d'Edineț, atteignant Chișinău le 17 juillet 1941, lorsque plusieurs milliers sont assassinés en une seule journée. L'armée est rejointe par la gendarmerie roumaine, qui reçoit l'ordre « d'exterminer sur place tous les juifs des zones rurales » et « d'emprisonner dans des ghettos tous les juifs des zones urbaines ». Les Juifs remis aux gendarmes par l'armée n'avaient aucune chance de survie et étaient immédiatement fusillés. Le 11 juillet 1941, l'Einsatzgruppe D lance leur propre campagne d'extermination à Bălți et, à la mi-août, l'unité a assassiné 4 425 Juifs dans la partie nord de la Bessarabie. Alors que les Roumains laissent derrière eux des cadavres non enterrés après leurs crimes de guerre, les nazis émettent des lettres, des protestations et des ordres dénonçant le manque d'organisation et de planification. À partir du 24 juillet 1941, une campagne parallèle de déportation des Juifs survivants à travers le Dniestr débute. Les convois de déportés ne sont pas approvisionnés en eau ni nourriture et ils doivent dormir dans des camps improvisés entourés de barbelés au milieu d'un champ labouré. Des centaines de Juifs sont poussés dans le Dniestr et quiconque tente d'en sortir est abattu. Les Allemands refusant d'autoriser le transit des Juifs à travers le fleuve, plusieurs ghettos sont installés à travers la Bessarabie, accueillant environ 80 000 d'entre eux fin août 1941. 25 000 mourront dans ces camps, caractérisés par le travail forcé, la corruption, la faim, le pillage, les souffrances, les viols, les exécutions et les épidémies ; les marches de la mort à travers le Dniestr reprennent après un accord avec l'Allemagne nazie le 30 août 1941. En conséquence, 55 867 Juifs de Bessarabie sont déportés en Transnistrie. Les tueries, parallèlement aux déportations, se poursuivent jusqu'en octobre 1941, date à laquelle tous les Juifs sont expulsés de Bessarabie. Plus de 45 000 Juifs, probablement 60 000, sont tués en Bessarabie et en Bucovine. En outre, jusqu'au 15 novembre 1943, entre 104 522 et 120 810 citoyens roumains d'origine ou d'origine juive originaires de Bessarabie, de Bucovine et de l'Ancien Empire sont morts en Transnistrie des suites du typhus, de la faim, du froid ou d'un simple meurtre.
Ion Antonescu, le Conducător de la Roumanie, est convaincu que l'Allemagne nazie gagnera la guerre, du moins jusqu'à la bataille de Stalingrad, qui s'avérera être une défaite pour l'Axe. Après s'être rendu compte qu'une victoire allemande est plus que compromise, Antonescu commence à renforcer l'est du pays. L'évolution de la guerre qui suit amène Antonescu à élaborer un plan d'évacuation pour le gouvernorat de Bessarabie, ainsi que pour le gouvernorat de Bucovine, le reste de la région de Moldavie et le gouvernorat de Transnistrie. Ce plan, nommé « opération 1111 », est divisé en trois sous-opérations, l'« opération 1111 A » pour la Bessarabie et la Transnistrie, l'« opération 1111 B » pour la Bucovine et l'« opération 1111 M » pour le reste de la Moldavie.
En fin de compte, un coup d'État en 1944 s'achève par le renversement d'Antonescu par le roi Michel Ier. La Roumanie change de camp et rejoint les Alliés, abandonnant la Bessarabie et la Bucovine du Nord à l'Union soviétique « en échange » de la récupération du nord de la Transylvanie à la Hongrie, marquant la fin du gouvernorat de Bessarabie.